# Fatma Chamakh-Haddad
Fatma Chamakh-Haddad ou Fatma Haddad-Chamakh, née le 10 mars 1936 à Tunis et morte le 2 mai 2013, est une professeure, philosophe, féministe et militante tunisienne. Elle est la première femme philosophe de l'histoire de la Tunisie.

## Biographie
Née en 1936 à Tunis, Fatma Chamakh-Haddad est issue d'une famille d'intellectuels musulmans et nationalistes. Son père est Mannoubi Chamakh. Ses études primaires et secondaires sont effectuées à Tunis, notamment au lycée de la rue de Russie.  Dès son adolescence, elle milite au Néo-Destour et à l'Union générale des étudiants de Tunisie (UGET). Elle poursuit ensuite par des études supérieures à Paris, où elle rejoint ses frères.
À partir de 1955, elle commence des études de philosophie, d'anthropologie et de langue et civilisation anglaises à l'université de la Sorbonne, à Paris. En 1961, elle est reçue au concours d'agrégation de philosophie. Elle devient ultérieurement docteur d'État ès lettres en présentant en 1977, à Paris, une thèse intitulée Philosophie systématique et système de philosophie politique chez Spinoza, élaborée sous la direction de Paul Ricœur (thèse publiée à Tunis en 1980). Durant son parcours d'étudiante à Paris, elle devient vice-présidente de l'UGET et membre de la cellule locale du Néo-Destour,,.
Après son agrégation, elle revient dans son pays natal redevenu indépendant, la Tunisie. Elle enseigne tout d'abord dans l'enseignement secondaire et à l'École nationale des professeurs adjoints, avant de rejoindre l'université de Tunis en 1967 : elle y est assistante de 1967 à 1968, maître-assistante de 1968 à 1977, maître de conférences de 1977 à 1982, professeure de l'enseignement supérieur d'histoire de la philosophie moderne au département de philosophie à la faculté des lettres et des sciences humaines de Tunis en 1982, puis professeur émérite. Elle y travaille et publie sur les droits de l'homme et les droits des femmes, sur la philosophie politique, ainsi que dans le domaine de la bioéthique en tant que membre du Comité national tunisien d'éthique médicale, s'intéressant notamment aux questions de la souffrance et de la douleur.
Spécialiste de Baruch Spinoza, elle en retient notamment la séparation nécessaire du politique et du théologique, et une méthode pour analyser les problèmes de la civilisation moderne, comme du monde arabo-musulman.
À partir de 1966, elle est également membre du comité central de l'Union nationale de la femme tunisienne (UNFT),.  Elle participe ensuite aux travaux du Centre de recherches, d'études, de documentation et d'information sur la femme et de l'Association des femmes tunisiennes pour la recherche sur le développement (AFTURD), autant d'organismes liés à la cause des femmes. L'UNFT est proche des institutions du pouvoir et représente à l'époque ce qui a été appelé un « féminisme d'État » mis en avant par les dirigeants (destouriens) de la Tunisie, l'AFTURD étant plus indépendante de ce pouvoir. Fatma Chamakh-Haddad participe et anime des séminaires et colloques universitaires sur le thème de la cause des femmes. Mettant à profit l'intérêt des équipes dirigeantes tunisiennes pour ce sujet, elle participe à la création, à l'Institut supérieur des sciences humaines de Tunis (ar) (Institut Ibn Charaf), d'un master professionnel d'études féminines, une initiative nouvelle au sein de l'université tunisienne. C'est à ce master qu'elle consacre les dernières années de son activité académique. Elle meurt le 2 mai 2013.

## Publications notables
- Fatma Chamakh-Haddad, Philosophie systématique et système de philosophie politique chez Spinoza, Tunis, Université de Tunis, 1981.
- Fatma Chamakh-Haddad, « Liberté individuelle et paix civile d'après le traité théologico-politique de Spinoza », dans Cornelis Deugd, Spinoza's political and theological thought: international symposium under the auspices of the Royal Netherlands Academy of Arts and Sciences, commemorating the 350th anniversary of the birth of Spinoza, Amsterdam, 24-27 November 1982, Amsterdam, Koninklijke Nederlandse Akademie van Wetenschappen, 1984, p. 44-55.
- Fatma Chamakh-Haddad, Mohamed Ali Halouani, Béchir Hamza et Mohamed Mahjoub, « Islam et bioéthique », dans Monique Canto-Sperber, Dictionnaire d'éthique et de philosophie morale, Paris, Presses universitaires de France, 2001 (ISBN 978-2-130-51086-4).